# سرو دویدا
سرو دویدا (به اسپانیایی: Duida) یک کوه در ونزوئلا است که در آمازوناس (ایالت ونزوئلا) واقع شده‌است. سرو دویدا ۲٬۳۵۸ متر بالاتر از سطح دریا واقع شده‌است.